# Amt für Lehrerbildung
Das hessische Amt für Lehrerbildung (AfL)  wurde am 3. Januar 2005 gegründet und ist zum 1. Januar 2013 im neu errichteten "Landesschulamt und Lehrkräfteakademie" aufgegangen. 
Das ehemalige Amt für Lehrerbildung war unmittelbar dem Hessischen Kultusministerium zugeordnet und verfügte über Außenstellen in ganz Hessen. Hauptsitz war das Erwin-Stein-Haus in Frankfurt.
Das Amt für Lehrerbildung sollte Studium, Vorbereitungsdienst und Fortbildung vernetzen. Es orientierte seine Arbeit phasenübergreifend und bezog sich auf die wissenschaftliche Ausbildung an den Hochschulen, auf den Vorbereitungsdienst in den Schulen und Studienseminaren und auf die Fort- und Weiterbildung der Lehrer während ihres Berufslebens.

## Geschichte
Vorgängereinrichtungen waren das Amt für Lehrerausbildung, das Hessische Landesinstitut für Pädagogik, die wissenschaftlichen Prüfungsämter an den Hochschulen und die Studienseminare für die Lehrämter.
Rechtsgrundlage bildete das „Dritte Gesetz zur Qualitätssicherung in hessischen Schulen“, das eine Organisationsreform der Lehrerbildung in Hessen eingeleitete. Das Gesetz, zu dem ebenfalls das hessische Lehrerbildungsgesetz gehörte, trat am 1. Januar 2005 in Kraft.
Als weitere Orientierung dienten der europäische Referenzrahmen (Bologna-Prozess) und die von der Kultusministerkonferenz erarbeiteten Standards der Lehrerbildung Fachleute für das Lernen.
Mit den Standards für die Lehrerbildung definiert die Kultusministerkonferenz Anforderungen, die die Lehrer erfüllen sollen. Die Kultusministerkonferenz bezieht sich dabei auf die in den Schulgesetzen der Länder formulierten Bildungs- und Erziehungsziele. Den dort beschriebenen Zielen von Schule entspricht das Lehrerleitbild, das in der gemeinsamen Erklärung des Präsidenten der Kultusministerkonferenz und der Vorsitzenden der Lehrerverbände vom Oktober 2000 beschrieben worden ist.

## Wirken
Das Amt förderte die Qualifizierung künftiger hessischer Lehrer und unterstützte ihre Weiterentwicklung in ihrer beruflichen Praxis in Schule und Unterricht. 
Schwerpunkte waren
- Berufswahl-, Laufbahn- und Qualifizierungsberatung und Potenzialsichtungen
- Informationsveranstaltungen und Materialien für Studienanfänger
- Klärungshilfen zur Selbstüberprüfung der Berufseignung
- Durchführung von Ersten und Zweiten Staatsprüfungen sowie von Zusatz- und Erweiterungsprüfungen und Sonderprogrammen zur Lehrkräftegewinnung
- Anerkennung von Studien- und Prüfungsleistungen und Durchführung staatlicher Prüfungen wie beispielsweise für Dolmetscher
- Weiterbildungskurse und Beratung bei Zusatz- und Erweiterungsprüfungen
- Qualifizierung in fachdidaktischen und allgemein-pädagogischen Kompetenzen, in Beratung, Beurteilung und Diagnose sowie im Bereich der Mitgestaltung und Weiterentwicklung von Schule im Vorbereitungsdienst
- Orientierungshilfen beim Berufseinstieg, Coaching, kollegiale Beratung
- Landesweite und regionale Fortbildung für Lehrkräfte in den Unterrichtsfächern und in der Medienbildung
- Koordinierung der Arbeit der Hessischen Medienzentren; Beratung, Auswahl und Beschaffung der Medien für die Medienzentren
- Projekte zur Nutzung neuer Medien im Fachunterricht im Rahmen der Maßnahme Schule@Zukunft
- Entwicklung und Betrieb des Hessischen Bildungs- und Schulservers
- Unterstützung der Schulen und Schulträger bei pädagogischen Schulnetzen
- Begleitung von Prozessen der Unterrichtsentwicklung
- Orientierungs-, Klärungs- und Entscheidungshilfen für Lehrkräfte, die sich für neue Aufgaben interessieren: Entwicklungsassessments, Hessisches Führungskolleg
- Qualifizierung für Lehrkräfte, die sich auf neue Berufsrollen vorbereiten oder neu in Funktionen sind: Vorbereitung auf Leitungsfunktionen, Einführungsfortbildung
- Seminare für Funktionsträger zur Bewältigung neuer Anforderungen: Prozessberatung, neue Führungsaufgaben, Nachwuchsförderung
- qualitätsgeprüfte Unterrichts- und Lehrgangsmaterialien
- Weiterentwicklung von Aus- und Fortbildungskonzepten
- Fachtagungen und Symposien zu zentralen pädagogischen Themen

Die Tagungsstätten des ehemaligen AfL in Nord-, Mittel- und Südhessen sind auch im Landesschulamt und Lehrkräfteakademie angesiedelt; sie verfügen über 50 Seminar- und Gruppenräume. Das AfL publizierte pädagogische Schriftenreihen und Unterrichtsmaterialien. Weitere Leistungen sind Mediendienste und -support, Einrichtung und Betreuung von Lernplattformen, Materialdatenbanken, Medienbildungskonzepten, Schulnetzwerken, Hessischer Bildungsserver, Dienstleistungen für die Hessischen Medienzentren.

## Organisation
Das Amt gliederte sich in sechs Abteilungen.
- Rechtliche und personelle Angelegenheiten im Vorbereitungsdienst
- Abteilung I bearbeitete und regelte die Zulassung und Einstellung in den Vorbereitungsdienst für alle Lehrämter. Sie war zudem zuständig für die Zuweisung der  Referendare und der  Fachlehreranwärter für arbeitstechnische Fächer an die Studienseminare.

- Koordination der pädagogischen Ausbildung. Die Abteilungen II bis IV orientierten sich an den Lehrämtern „Grund-, Haupt- und Realschulen und Förderschulen“, „Gymnasien“ und „Berufliche Schulen“. Sie koordinierten und beaufsichtigten die Arbeit der Studienseminare, führten die Zweiten Staatsprüfungen durch und entwickelten Angebote zur Fortbildung.

- Kooperation mit der universitären Lehrerbildung. Die Abteilung V war für die Ersten Staatsprüfungen verantwortlich, koordinierte die Zusammenarbeit mit den Universitäten, organisierte Weiterbildung für  Lehrer an und Projekte zur Lehrerbildung.

- Personalentwicklung für Schule und Bildungsverwaltung. Die Abteilung VI förderte die Personalentwicklung in Schule und Bildungsverwaltung. Die Schulleitungsqualifizierung bildete dabei einen besonderen Schwerpunkt.